# Mitchell David Kapor
Mitchell David Kapor, född 1 november 1950 i Brooklyn, USA, är grundare av Lotus Software och skapade datorprogrammet Lotus 1-2-3.